# 구로토리촌
구로토리촌(黒鳥村)은 니가타현 니시칸바라군에 설치되었던 촌이다.